# Мельник, Ярослав Григорьевич
Ярослав Григорьевич Мельник (укр. Ярослав Григорович Мельник; род. июнь 1960, Ивано-Франковск, Украинская ССР, СССР) — украинский филолог, лингвист, славист, доктор филологии, в ноябре 2014 года получил звание профессора в Ивано-Франковском университете им. Стефаника, кафедры общего и германского языкознания. С 1988 в течение 28 лет организовывал работы студентов-волонтёров, в том числе и для сбора местного фольклора, диалектных слов и выражений в Пушкинском заповеднике Михайловское. Отчёты по практике и наработанные материалы ежегодно сдавались в музей-заповедник. За результаты своей работы в 2014 году был награждён президентом Российской Федерации медалью Пушкина за большой вклад в укрепление сотрудничества с Россией, развитие научных и культурных связей.

## Биография
Родился в 1960 году в городе Ивано-Франковске, УССР. Получил образование художника-дизайнера, учился в Харьковском политехническом институте , а также на физико-математическом факультете. В 1986 году окончил филологический факультет Ивано-Франковского педагогического института. В 1994 году досрочно окончил аспирантуру и успешно защитил кандидатскую диссертацию. Стажировался в Лодзинском университете (Польша) , Люблинском университете Мари Кюри-Склодовской (Польша), Ягеллонском университете (Польша), Московском, Санкт-Петербургском, Ярославском университетах (Россия).
Часто выступает официальным оппонентом диссертаций в специализированных советах разных вузов, является членом различных образовательных, культурных и научных комиссий, спиворганизатор Международной научной конференции «Семантика языка и текста». Мельник Я. Г. является автором более 200 публикаций (из них более 5 монографий, 30 учебников и пособий) по проблемам лингвистики, лингвофилософии, семиотики, культурологии. Докторская диссертация посвящена современным проблемам лингвистики, микро- и макросистемном уровням y языке, лингвокультурологии, семиологии, лингвоантропологичний философии, неориторики. Основал дискуссионный студенческо-аспиранський клуб «Диалог».
В 2012 году провёл фотовыставку «Моя Украина» в государственном музее-заповеднике А. С. Пушкина «Михайловское». Мельник Я. Г. является частым гостем программы Елены Третьяк «Европейский Вектор» на телеканале Вежа. Был также соведущим научно-популярной программы «Вселенная вокруг нас».

## Награды
- Медаль Пушкина (13 февраля 2014 года, Россия) — за большой вклад в укрепление дружбы и сотрудничества с Российской Федерацией, развитие научных и культурных связей[4][5][13].
- Почётная грамота Министерства образования и науки Украины (2008) — за научные, педагогичные и культурные достижения.
- Медаль и почётная награда Министерства образования и науки Украины «Отличник образования» (2010).
- Медаль и Всероссийская премия «Хранители наследия» (2012)[14][15].

## Список литературы
1. Субъективность как языковая категория.- Ивано-Франковск: Плай, 1997.   - 130 с
2. Субъективность как языковая категория. // Изд. Второй, стереотипне.- Ивано-Франковск: Плай, 1998. -130 с
3. Семиотический анализ трипольской-кукутенськои знаковых систем (рисованная посуда) .- Ивано-Франковск, Плай, 2000.- 237 с
4. Элементарная логика. Учебно-методическое пособие.- Ивано-Франковск: Плай, 2005.   - 67 с.
5. Мудрость африканских народов.   - Ивано-Франковск: Плай, 2005.   - 98 с.
6. Пролегомены к украинскому дискурса: этнокультурный, политический и лингво-семиотический аспкт.   - Ивано-Франковск, 2012.   - 260 с. (14,5 др. л. ) [16]
7. Церковнославянский язык / Изд. Четвёртой, переработанное и дополненное.   - Ивано-Франковск: Симфония форте, 2017.   - 252 с
8. Логика и этика. Лингвокомуникативний элемент / Издание второе, переработанное и дополненное. Ивано-Франковск: Симфония-Форте. 120 с
9. Спичрайтинг: методические материалы / Ивано-Франковск: ДВНЗ «Прикарпатский национальный университет имени Василия Стефаника», 2019.   - 140 с. ISBN 978-966-640-464-3
10. Ошибки в системе традиционной логики / Ивано-Франковск: Прикарпатский национальный университет имени Василия Стефаника, 2019.   - 180 с. ISBN 978-966-640-467-4